# Аліано
Аліано (італ. Aliano) — муніципалітет в Італії, у регіоні Базиліката,  провінція Матера.
Аліано розташоване на відстані близько 360 км на південний схід від Рима, 55 км на південний схід від Потенци, 50 км на південний захід від Матери.
Населення — 1029 осіб (2014).

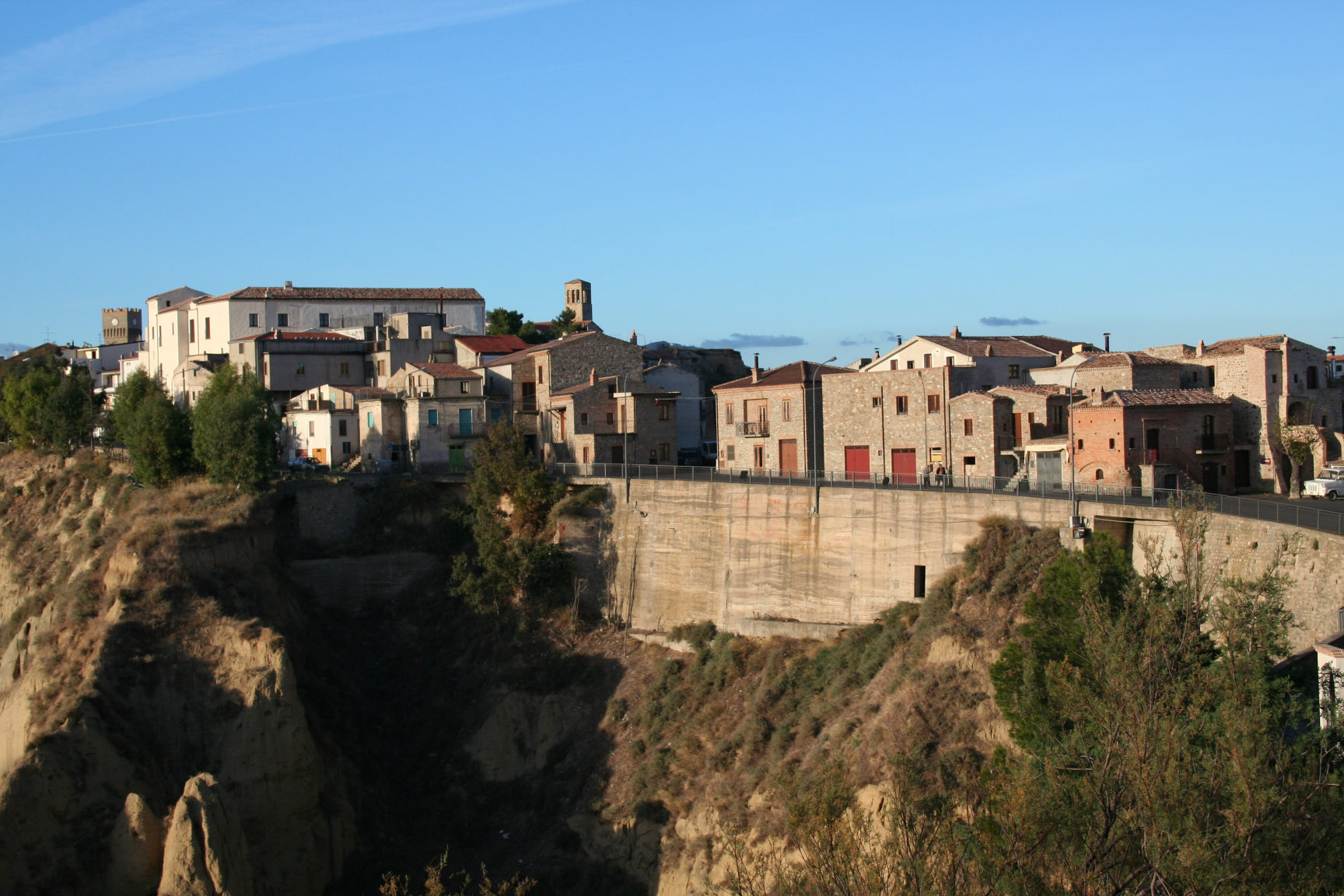

Щорічний фестиваль відбувається 21 червня. Покровитель — San Luigi Gonzaga.

## Демографія
Населення за роками:

Станом на 1 січня 2023 року в муніципалітеті офіційно проживали 72 іноземці з 7 країн, серед них 12 громадян країн Євросоюзу.

## Сусідні муніципалітети
- Горгольйоне
- Міссанелло
- Рокканова
- Сант'Арканджело
- Стільяно